# The History of White People in America
Pour plus de détails, voir Fiche technique et Distribution.
The History of White People in America est un téléfilm américain de comédie romantique réalisé par Harry Shearer et sorti en 1985.

## Fiche technique
- Titre original : The History of White People in America
- Réalisation : Harry Shearer
- Scénario : Martin Mull et Allen Rucker
- Photographie : Hilyard John Brown
- Montage : John Axness
- Musique : Wendy Mull
- Costumes : Evelyn Thompson
- Producteur : Allen Rucker, Martin Mull et Kevin Bright
- Sociétés de production :
- Sociétés de distribution : HBO
- Pays d'origine :  États-Unis
- Langue originale : anglais
- Format : couleur
- Genre : Comédie romantique
- Durée : 48 minutes
- Dates de sortie :
  - États-Unis : 4 juillet 1985

## Distribution
- Martin Mull : lui-même
- Mary Kay Place : Joyce Harrison
- Fred Willard : Hal Harrison
- Christian Jacobs : Tommy Harrison
- Amy Lynne : Debbie Harrison
- Eileen Brennan
- Steve Martin : lui-même
- Jack Riley : un scientifique
- Harry Shearer : le rabbin
- Edie McClurg
- Michael McKean
- Stella Stevens
- Jeannetta Arnette